# Langues moru-madi
Pour les articles homonymes, voir Moru.
Les langues moru-madi sont un groupe de langues soudaniques centrales.

## Liste des langues
Liste des langues:
- le moru
- l’avokaya
- le logo
- le kaliko
- l’omi
- l’okollo
- l’ogoko
- le lugbara
- le maracha
- le terego
- l’aringa
- le ma'di
- le lulubo